# Nothing (Janet Jackson-dal)
A Nothing Janet Jackson amerikai énekesnő dala, a Why Did I Get Married Too? című film egyik betétdala. A filmzenealbum első kislemezeként jelent meg 2010 március 23-án, csak letöltés formátumban. A filmben az énekesnő is szerepel.
Jackson a dalt először az American Idol tehetségkutató 9. évadjának záróműsorában adta elő, 2010 májusában, kétkorábbi dalával együtt. Az Again, Nothing és Nasty című dalokból összeállított felvétel az első helyre került az iTunes videoslágerlistáján.

## Videóklip
A dal videóklipjét 2010. március 24-én forgatták, rendezője Tim Palen. A klip premierje 2010. április 1-jén volt.

## Változatok
- Nothing (Album version) – 4:10
- Nothing (Radio edit) – 3:25

## Helyezések
A Nothing a 76. helyen nyitott az amerikai Billboard Hot R&B/Hip-Hop Songs slágerlistán a 2010. április 10-ével végződő héten.
| Slágerlista (2010)                  | Legmagasabb helyezés |
| ----------------------------------- | -------------------- |
| USA Billboard Hot R&B/Hip-Hop Songs | 58                   |